# ファンファーレ/春夏秋冬
「ファンファーレ/春夏秋冬」（ファンファーレ/しゅんかしゅうとう）は、日本のロック・バンド、sumikaの2枚目のシングル。2018年8月29日発売。発売元はソニー・ミュージックレコーズ。

## 解説
- 初回生産限定盤はスリーブケース仕様となっている。そして『君の膵臓をたべたい』の原作者である住野よるの書き下ろしショートストーリー「日々の透き通るもたれ合い」も封入されている。
- 店舗別CD購入者特典はオリジナルクリアブックマーカー[2]。

## 収録曲
1. ファンファーレ
  - 劇場アニメ『君の膵臓をたべたい』オープニングテーマ
2. 春夏秋冬
  - 劇場アニメ『君の膵臓をたべたい』主題歌
3. ファンファーレ (Instrumental)
4. 春夏秋冬 (Instrumental)

### DVD (初回生産限定盤)
1. ファンファーレ MUSIC VIDEO
2. Documentary

## ツアー

### sumika 『ファンファーレ / 春夏秋冬』 Release Tour
- 宮城県
  - 2018年10月28日 SENDAI GIGS
- 北海道
  - 2018年11月04日 ZEPP SAPPORO
- 愛知県
  - 2018年11月07日 ZEPP NAGOYA
  - 2018年11月08日 ZEPP NAGOYA
- 東京都
  - 2018年11月14日 ZEPP TOKYO 
  - 2018年11月15日 ZEPP TOKYO
- 大阪府
  - 2018年11月25日 ZEPP OSAKA BAYSIDE
  - 2018年11月26日 ZEPP OSAKA BAYSIDE
- 広島県
  - 2018年11月30日 BLUELIVE HIROSHIMA
- 福岡県
  - 2018年12月04日 DRUM LOGOS
  - 2018年12月05日 DRUM LOGOS